# ゲラニルゲラニル二リン酸レダクターゼ
ゲラニルゲラニル二リン酸レダクターゼ (geranylgeranyl diphosphate reductase) は、テルペノイド骨格生合成酵素の一つで、次の化学反応を触媒する酸化還元酵素である。
フィチル二リン酸 + 3 NADP+ {\displaystyle \rightleftharpoons } ゲラニルゲラニル二リン酸 + 3 NADPH + 3 H+
反応式の通り、この酵素の基質はフィチル二リン酸とNADP+、生成物はゲラニルゲラニル二リン酸とNADPHとH+である。